# Студенцов, Андрей Петрович
Андрей Петрович Студенцов (25 ноября 1903, Кокрять, Спасский уезд, Казанская губерния — 18 декабря 1967) — советский учёный в области ветеринарии, ветеринарного акушерства, член-корреспондент ВАСХНИЛ.
Доктор ветеринарных наук (1937), профессор (1933), член-корреспондент ВАСХНИЛ (1956).

## Биография
Окончил Казанский ветеринарный институт (1925). Работал там же: ординатор, ассистент кафедры (1925—1930), заведующий кафедрой акушерства (1930—1967).

## Научная деятельность
Автор учения о половом цикле самок — физиологической основы организации воспроизводства стада. В 1953, основываясь на поведенческих реакциях самки и морфофункциональных изменениях, выявляемых в репродуктивных органах клиническими методами, подразделил половой цикл самок на 3 стадии: возбуждения, торможения и уравновешивания. Разработал классификацию бесплодия животных, систему профилактики бесплодия на основе акушерско-гинекологической диспансеризации самок.
Предложил классификацию агалактий и гипогалактий, показав большое значение экологических факторов в возникновении нарушений лактации.

### Работы
Автор 47 книг и брошюр.
- Аборты лошадей и других сельскохозяйственных животных. — Казань: Татгосиздат, 1947. — 54 с.
- Диагностика беременности и бесплодия сельскохозяйственных животных. — 2-е испр. изд. — М.: Сельхозгиз, 1950. — 134 с.
- Болезни вымени коров. — М.: Сельхозгиз, 1952. — 151 с.
- Кастрация самцов и самок рогатого скота и свиней. — 2-е испр. и доп. изд. — М.: Сельхозгиз, 1954. — 88 с.
- Ветеринарное акушерство, и биотехника размножения: Учеб. для студентов вузов, обучающихся по спец. «Ветеринария» и «Зоотехния» / Соавт.: В. С. Шипилов и др. — 7-е изд., перераб. и доп. — М.: Колос, 2000. — 494 с. — (Учеб. и учеб. пособия для студентов вузов).

## Награды
- Орден Ленина (1953), 3 ордена Трудового Красного Знамени (1945, 1950, 1963), 2 медали СССР, малой золотой и бронзовой медалями ВСХВ СССР (1954)
- Заслуженный деятель науки РСФСР (1960)
- Лауреат Сталинской премии (1952)